# Tetraleurodes
Tetraleurodes is een geslacht van halfvleugeligen (Hemiptera) uit de familie witte vliegen (Aleyrodidae), onderfamilie Aleyrodinae.
De wetenschappelijke naam van dit geslacht werd voor het eerst geldig gepubliceerd door Cockerell in 1902. De typesoort is Aleyrodes (Tetraleurodes) perileuca.

## Soorten
Tetraleurodes omvat de volgende soorten:
- Tetraleurodes acaciae (Quaintance, 1900)
- Tetraleurodes adabicola Takahashi, 1955
- Tetraleurodes andropogoni (Dozier, 1934)
- Tetraleurodes bambusae Jesudasan & David, 1991
- Tetraleurodes banksiae Martin, 1999
- Tetraleurodes bararakae Takahashi, 1955
- Tetraleurodes bicolor Bink-Moenen in Bink-Moenen & Gerling, 1992
- Tetraleurodes bidentatus Sampson & Drews, 1941
- Tetraleurodes bireflexa Nakahara, 1995
- Tetraleurodes burliarensis Jesudasan & David, 1991
- Tetraleurodes cacaorum (Bondar, 1923)
- Tetraleurodes caulicola Nakahara, 1995
- Tetraleurodes chivela Nakahara, 1995
- Tetraleurodes confusa Nakahara, 1995
- Tetraleurodes contigua (Sampson & Drews, 1941)
- Tetraleurodes corni (Haldeman, 1850)
- Tetraleurodes cruzi (Cassino, 1991)
- Tetraleurodes dendrocalami Dubey & Sundararaj, 2005
- Tetraleurodes dorseyi (Kirkaldy, 1907)
- Tetraleurodes dorsirugosa Nakahara, 1995
- Tetraleurodes elaeocarpi Takahashi, 1950
- Tetraleurodes errans (Bemis, 1904)
- Tetraleurodes fici Quaintance & Baker, 1937
- Tetraleurodes ghesquierei Dozier, 1934
- Tetraleurodes graminis Takahashi, 1934
- Tetraleurodes granulata Bink-Moenen, 1983
- Tetraleurodes hederae Goux, 1939
- Tetraleurodes hirsuta Takahashi, 1955
- Tetraleurodes kunnathoorensis Regu & David, 1993
- Tetraleurodes leguminicola Bink-Moenen, 1983
- Tetraleurodes madagascariensis Takahashi, 1951
- Tetraleurodes malayensis Mound & Halsey, 1978
- Tetraleurodes mameti Takahashi, 1938
- Tetraleurodes marshalli Bondar, 1928
- Tetraleurodes melanops (Cockerell, 1903)
- Tetraleurodes mexicana Nakahara, 1995
- Tetraleurodes mirabilis Takahashi, 1961
- Tetraleurodes monnioti (Cohic, 1968)
- Tetraleurodes mori (Quaintance, 1899)
- Tetraleurodes moundi Cohic, 1968
- Tetraleurodes neemani Bink-Moenen in Bink-Moenen & Gerling, 1992
- Tetraleurodes oplismeni Takahashi, 1934
- Tetraleurodes pauliani Takahashi, 1955
- Tetraleurodes perileuca (Cockerell, 1902)
- Tetraleurodes perseae Nakahara, 1995
- Tetraleurodes pluto Dumbleton, 1956
- Tetraleurodes pringlei Quaintance & Baker, 1937
- Tetraleurodes pseudacaciae Nakahara, 1995
- Tetraleurodes psidii David, 1993
- Tetraleurodes pusana Takahashi, 1950
- Tetraleurodes quadratus Sampson & Drews, 1941
- Tetraleurodes quercicola Nakahara, 1995
- Tetraleurodes rugosus Corbett, 1926
- Tetraleurodes russellae Cohic, 1968
- Tetraleurodes selachidentata Bink-Moenen, 1983
- Tetraleurodes semibarbata Takahashi, 1955
- Tetraleurodes simplicior Bink-Moenen, 1983
- Tetraleurodes splendens (Bemis, 1904)
- Tetraleurodes stellata (Maskell, 1896)
- Tetraleurodes stirlingiae Martin, 1999
- Tetraleurodes submarginata Dumbleton, 1961
- Tetraleurodes subrotunda Takahashi, 1937
- Tetraleurodes sulcistriatus Martin, 1999
- Tetraleurodes supraxialis Martin, 1999
- Tetraleurodes thenmozhiae Jesudasan & David, 1991
- Tetraleurodes truncatus Sampson & Drews, 1941
- Tetraleurodes tuberculata Bink-Moenen, 1983
- Tetraleurodes tuberculosa Nakahara, 1995
- Tetraleurodes ursorum (Cockerell, 1910)